# Pacific 231
Pacific 231 je orchestrální skladba švýcarského skladatele Arthura Honeggera z roku 1923. Je zároveň autorovou nejhranější skladbou. Běžná interpretace – které také nahrává název – této skladby je, že se jedná o popis chodu stejnojmenné parní lokomotivy.
Honegger byl veřejně znám jako velký železniční fanoušek – jednou řekl: „Vždycky jsem vášnivě miloval lokomotivy. Pro mě jsou to živá stvoření a miluji je, jako ostatní milují ženy nebo koně.”
Provedení skladby trvá obvykle kolem sedmi minut.
Nástrojové obsazení:
- dřeva: 2 flétny, pikola, 2 hoboje, 2 anglické rohy, 2 klarinety, basklarinet, 2 fagoty, kontrafagot
- žestě: 4 lesní rohy, 3 trumpety, 3 trombóny, tuba
- perkuse: tenorový buben, činel, basový buben, tamtam
- smyčce.